# Polnische Militärpolizei

Symbol der Polnischen Militärpolizei

Die Polnische Militärpolizei (polnisch: Żandarmeria Wojskowa) ist die 1990 aufgestellte Militärpolizei der Streitkräfte der Republik Polen. Sie ist unabhängig von den anderen Teilstreitkräften.

## Geschichte
Die Żandarmeria Wojskowa wurde nach der Auflösung der Wojskowa Służba Wewnętrzna der ehemaligen Volksrepublik Polen 1990 aufgestellt. Ihre Wurzeln gehen über die Wojskowa Służba Ochrony Powstania während des Warschauer Aufstands im Zweiten Weltkrieg bis auf die Ordnungseinheiten der Streitkräfte Polen-Litauens zurück. Im Dezember 2011 beantragte die Żandarmeria Wojskowa bei der European Gendarmerie Force die Aufnahme als Vollmitglied und ist es seit 2013.

## Organisation
Die Żandarmeria Wojskowa ist gegliedert in einem Hauptquartier, zwei Spezialeinheiten (in Warschau und Mińsk Mazowiecki), zehn regulären Verbänden, zwei Departments und 45 Polizeistationen (bis 2011).